# ماري إتش. غراي كلارك
ماري إتش. غراي كلارك (بالإنجليزية: Mary H. Gray Clarke)‏ (28 مارس 1835، بريستول في الولايات المتحدة - 30 مايو 1892، كامبريدج في الولايات المتحدة)؛ مراسلة، كاتِبة وشاعرة أمريكية.